# Krîvîci, Zolociv
Krîvîci (în ucraineană Кривичі) este un sat în comuna Perehnoiiv din raionul Zolociv, regiunea Liov, Ucraina.

## Demografie
Componența lingvistică a localității Krîvîci
     Ucraineană (98,94%)
     Rusă (1,06%)
Conform recensământului din 2001, majoritatea populației localității Krîvîci era vorbitoare de ucraineană (98,94%), existând în minoritate și vorbitori de rusă (1,06%).